# Кромптон, Сэмюэл
Сэмюэл Кромптон (англ. Samuel Crompton; 3 декабря 1753, Болтон, Ланкашир, Великобритания — 26 июня 1827, Болтон, Ланкашир, Великобритания) — английский изобретатель и пионер прядильной промышленности. Основываясь на работах Джеймса Харгривса и Ричарда Аркрайта он изобрёл мюль-дженни — прядильную машину периодического действия, которая произвела революцию в текстильной промышленности.

## Биография

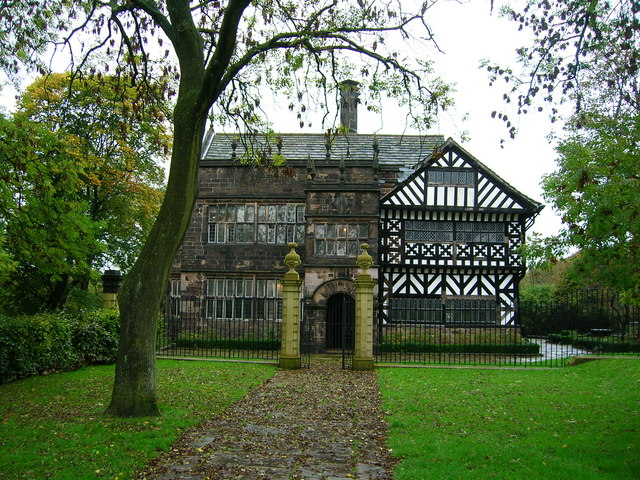
Усадьба Hall i' th' Wood (англ.)

Сэмюэл Кромптон родился в городе Болтон в семье Джорджа и Бетти Кромптон (урождённая Elizabeth Holt of Turton). У него было две младшие сестры. Его отец был смотрителем в усадьбе Hall i' th' Wood. В детстве Сэмюэл потерял отца и помогал семье скручивая пряжу. Он научился прядению на машине «Дженни», изобретённой Джеймсом Харгривсом. Недостатки этой машины подтолкнули его к идее разработки чего-нибудь лучшего. В течение шести лет он работал в тайне: изобретение занимало все его свободное время и деньги, в том числе его заработок от игры на скрипке в театре.
16 февраля 1780 года в церкви «Bolton Parish Church» Сэмюэл женился на Мэри Пимлотт (или Пимбли). У них было восемь детей, включая Джорджа Кромптона (родился 8 января 1781), который унаследовал семейный бизнес.

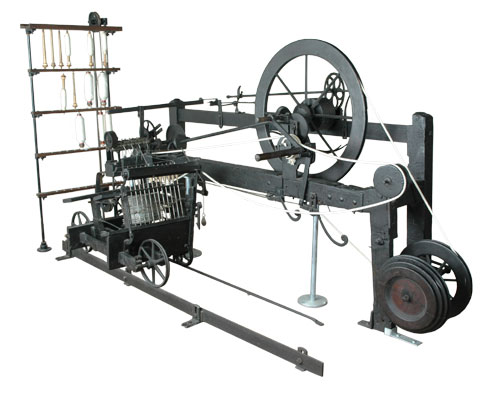
Единственный сохранившийся экземпляр прядильной машины, построенной изобретателем Самуэлем Кромптоном

В 1779 году Сэмюэлю Кромптону удалось изготовить «mule-jenny», которая крутила пряжу, пригодную для использования в производстве муслина. Она была известна как «muslin wheel» (муслиновое колесо) или «Hall i' th' Wood wheel», от названия дома, в котором проживала семья Кромптонов. Машина «mule-jenny» позже стала известна как «spinning mule» — машина периодического действия. В то время был большой спрос на нити, которые Кромптон производил в Hall i' th' Wood, но ему не хватало средств на приобретение патента. Интерес к его методам привёл Кромтона к выбору — либо уничтожить машину, либо опубликовать и сделать доступной. Он выбрал последнее, понадеявшись на обещания со стороны ряда производителей платить ему за использование машины. Всё, что он получил, было 60 фунтов стерлингов. Так как машина не была запатентована, вскоре другие производители изготовили её копии.

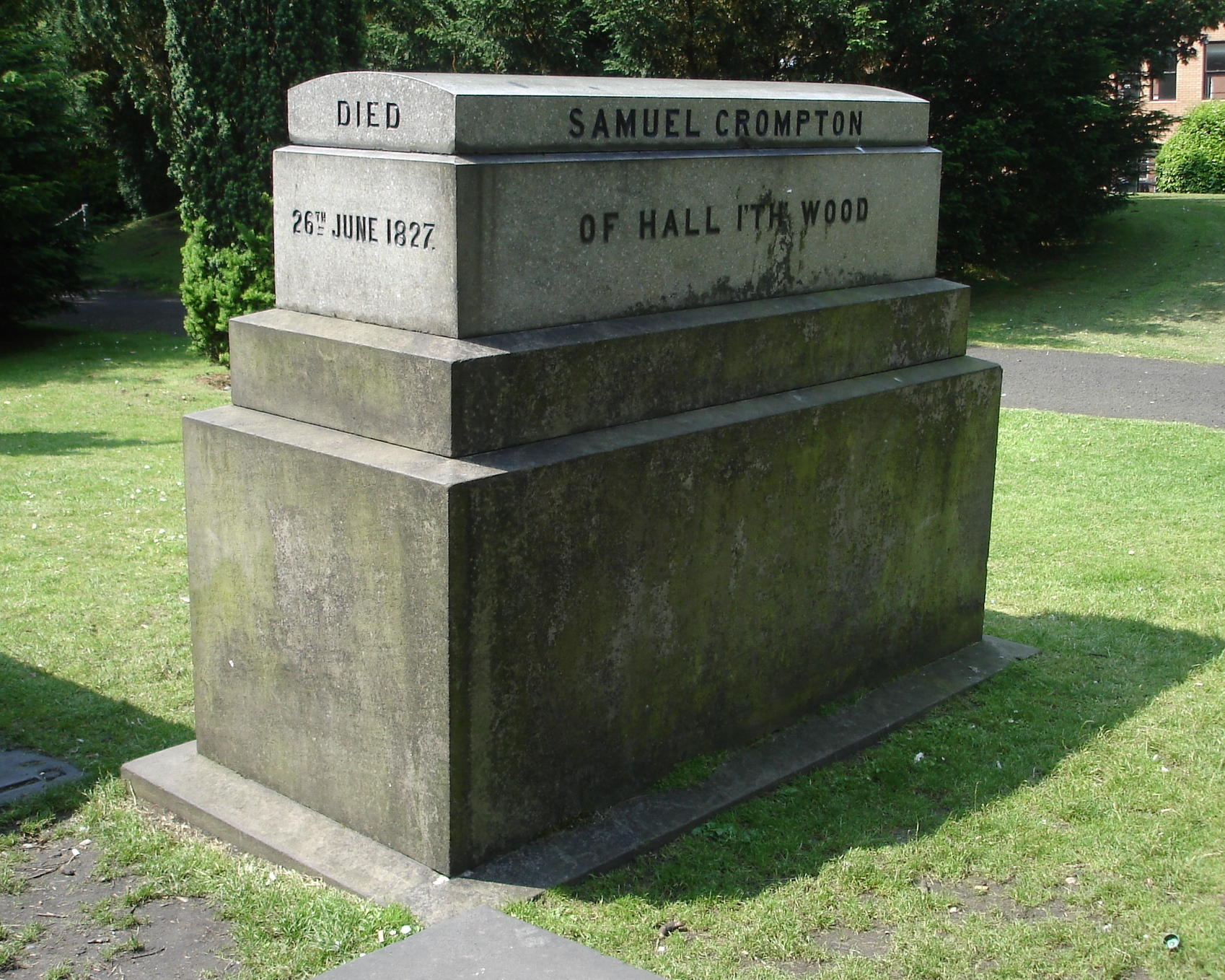
Могила Сэмюэля Кромптона, кладбище St Peter’s, Болтон